# Jack Davis (auteur)
Pour les articles homonymes, voir Jack Davis et Davis.
Jack Davis né à Atlanta en Géorgie le 2 décembre 1924 et mort le 27 juillet 2016 à Athens (Géorgie), est un dessinateur américain de bandes dessinées. Il a dessiné de nombreuses histoires publiées par EC Comics, notamment des revues Tales from the Crypt et Mad Magazine. Par la suite il travailla pour plusieurs éditeurs (Marvel, Dell, EC, etc.). À partir des années 1960 il illustra de nombreux objets (affiches, pochettes de disque…) et se lança dans le monde du dessin animé.

## Biographie

### Jack Davis dessinateur de comics

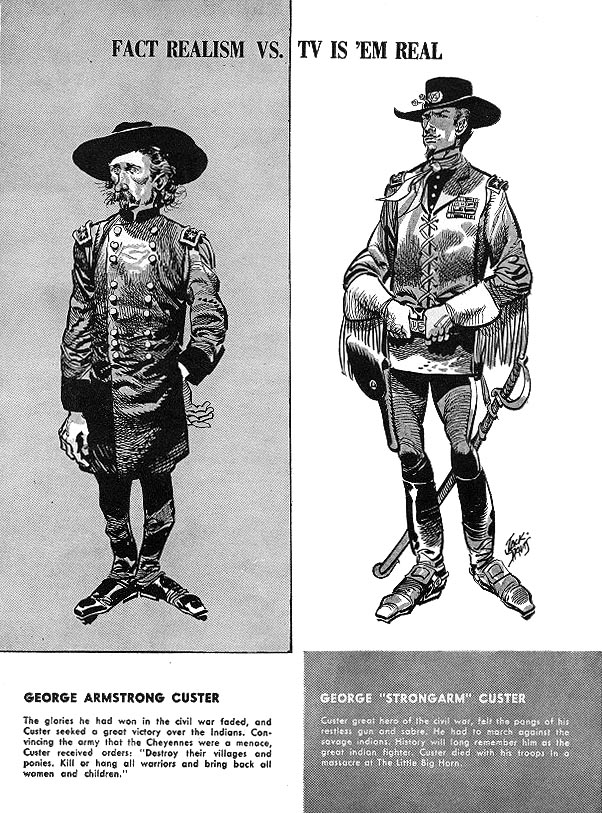
Dessin de Jack Davis paru dans le magazine satirique This Magazine is Crazy.

Jack Burton Davis naît le 2 décembre 1924 à Atlanta en Géorgie. Très jeune il s'intéresse au dessin et, à l'âge de 12 ans, il envoie sa première bande dessinée à la revue pour adolescents Tip Top Comics,. Durant la seconde guerre mondiale il est incorporé dans la marine où il crée la bande dessinée Boondocker pour le journal Navy News. Après la guerre il retourne à l'université de Géorgie. Il produit plusieurs illustrations pour le journal du collège, pour des publicités de Coca-Cola, etc. Lorsqu'il quitte l'université, il part pour New York afin de se lancer dans une carrière de dessinateur et achever sa formation à la New York's Art Students League. Il assiste Ed Dodd sur le comic strip Mark Trail puis encre le comic strip Le Saint dessiné par Mike Roy. Il crée le strip Beauregard qui est diffusé par McClure Newspapers Syndicate.
En 1950 il part travailler pour EC Comics. C'est en novembre de cette année qu'est publié sa première histoire The Living Mummy dans Haunt of Fear n° 4. Par la suite, il illustre de nombreuses histoires dans des genres différents (horreur, guerre, science-fiction, humour, etc.) et participe à l'écriture de  quelques scénarios, surtout pour les comics de guerre. Lorsqu'en novembre 1952 est lancé le comics Mad, il est un des auteurs qui y participe et il signe les dessins de la première histoire, qui est une parodie des récits d'horreurs que l'on pouvait trouver dans les comics, Haunt of Fear, Tales of the Crypt et Vault of Horror publiés par EC Comics. Lorsque Harvey Kurtzman quittera EC Comics, Jack Davis travaillera encore pour les magazines qu'il dirige, Trump, Humbug et Help. Le succès de EC Comics est mis à mal lorsque des voix s'élèvent pour condamner les comics d’horreur comme cause de la hausse de la délinquance juvénile. Parmi ces critiques, l'une des plus remarquée est celle du psychologue Fredric Wertham qui dans son ouvrage Seduction of the Innocent présente deux dessins de Jack Davis comme exemples de la nocivité des comics sur l'esprit des enfants. Lorsque EC Comics est contraint d'abandonner les comics d'horreur à la suite de la mise en place de la « Comics Code Authority », Davis participe aux comics de la nouvelle direction. L'échec de cette nouvelle politique éditoriale initiée par William Gaines, propriétaire de EC oblige Jack Davis, comme ses collègues travaillant pour EC, à chercher un emploi chez d'autres éditeurs ; il participe cependant encore à Mad dirigé par Al Feldstein. De 1956 à 1963, il travaille pour Atlas, sur des comics de western et de science-fiction et assiste Will Elder sur la bande dessinée Little Anny Fanny scénarisée par Harvey Kurtzman. Il participe aussi au lancement du comics  d'humour Yak Yak, édité par Dell de 1961 à 1962. En 1964, il commence à dessiner pour les magazines Creepy, Eerie et Vampirella de Warren Publishing.

### Jack Davis illustrateur
Parallèlement à sa carrière de dessinateur de comics il crée aussi de nombreuses illustrations : cartes de chewing gum, affiches de film (Un monde fou, fou, fou, fou, Les Russes arrivent, Le ciel peut attendre, De l'or pour les braves, Bananas, Les Producteurs, Le Privé, La Party, Les Trois Sergents, Alice in Wonderland: A Musical Porno), pochettes de disques, couvertures de livres, publicités, couvertures de magazines tels que TV Guide, Time, Life, Playboy, Ebony, Esquire. 

### Jack Davis et les dessins animés
À partir de 1960 Jack Davis travaille aussi dans le domaine de l'animation. La bande annonce du film Un monde fou, fou, fou, fou est faite au moyen de ses dessins. En 1967 il est le créateur des poupées utilisées dans le film Mad Monster Party?. Au sein de la société Phil Kimmelman and Associates en association avec Phil Kimmelman, il crée de nombreux designs pour des spots publicitaires réalisés en dessin animé. Il est par ailleurs character designer de la série animée consacrée par le réseau ABC aux Jackson 5, en 1971.

## Affiches de cinéma
- 1979 : Cactus Jack, de Hal Needham

## Récompenses
- 1981 : prix de la publicité de la National Cartoonists Society[Note 1]
- 1985 : prix Inkpot
- 1997 : prix Milton Caniff pour l'ensemble de son œuvre de la National Cartoonists Society[6].
- 2001 : prix Reuben pour ses publications dans Mad
- 2003 : Temple de la renommée Will Eisner

Posthume
- 2019 : Prix Inkwell spécial Stacey-Aragon, pour l'ensemble de son œuvre d'encreur[8]

## Publications en français
- Les Années folles de Mad (Éditions du Fromage, 1978)
- Mad se paie une toile (Neptune, 1984)
- albums Albin Michel collection « Spécial USA »
  1. Les Bandes décimées de Mad (1985)
  2. Un max de Mad (1986)
  3. La Fin de Mad (1987)

- Horreur : une anthologie en bandes dessinées (éd. Williams, 1974)
- albums Les Humanoïdes Associés collection « Xanadu »
  1. Les Meilleures Histoires de terreur (1983)
  2. Les Meilleures Histoires de guerre (1984)
  3. Les Meilleures Histoires d’horreur (1984)

- série Tales from the crypt  (éd. Albin Michel)
  1. Plus morts que vivants ! (1999)
  2. Qui a peur du grand méchant loup ? (1999)
  3. Adieu jolie maman ! (1999)
  4. Partir c’est mourir un peu… (1999)
  5. Coucou me revoilà ! (2000)
  6. Au bout du rouleau (2000)
  7. Chat y es-tu ? (2000)
  8. Sans les mains ! (2000)
  9. Plus dure sera la chute (2000)
  10. Ça trompe énormément (2000)